# Cogniauxia
Cogniauxia là một chi thực vật có hoa trong họ Cucurbitaceae.

## Loài
Chi Cogniauxia gồm các loài: